# Sínodo de Jaca

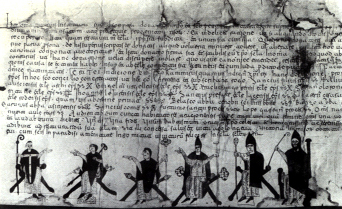
Copia manuscrita de las actas del Sínodo de Jaca

El Sínodo de Jaca de 1063, fue un sínodo diocesano bajo los auspicios del rey Ramiro I de Aragón y la presidencia del arzobispo Austindo de Auch en el cual la antigua diócesis de Huesca, que estaba bajo el dominio musulmán de la Taifa de Zaragoza, fue restablecida en la ciudad de Jaca, convirtiendo a esta última "instantáneamente en ciudad".
Además del arzobispo de Auch, Austindo, al sínodo acudieron otros prelados de Gascuña, Pamplona y Aragón. Muchos de los repobladores de Jaca eran gascones en aquel entonces y los lazos políticos y religiosos eran fuertes. 
El sínodo determinó las fronteras de la diócesis, presentes y futuras (esto es, después de su reconquista). La mayor parte del territorio de la nueva diócesis fue tomado a expensas de la diócesis de Roda, cuyo obispo, Raimundo, más tarde reclamó Alquézar. Los canónigos de Jaca fueron puestos bajo la Regla agustiniana, así como los de las capillas reales de Siresa, Loarre, Montearagón y Alquézar. También se introdujeron reformas en los monasterios de San Juan de la Peña y San Victorián de Huesca y el rito romano reemplazó la preexistente liturgia visigoda. Finalmente se consagró una nueva catedral ecléctica en Jaca, San Pedro Apóstol.
En el sínodo, el rey de Aragón prometió la iglesia de Jaca un trigésimo de todos ingresos reales de tributarios cristianos y musulmanes (tributarii), lo que incluía las parias de Zaragoza y Tudela:

También damos y concedemos a Dios y el pescador bendito [Pedro] un décimo de todo nuestro oro propio, plata, grano y vino, así como, entre otras cosas, cualquier cosa que nuestros tributarios, libremente o a la fuerza, nos den a nosotros, ambos cristianos y sarracenos, de todos los pueblos y castillos en las montañas y las llanuras dentro de las fronteras prescritas... Además, de uno de los tributos que recibimos actualmente o recibamos en el futuro, por la piedad de Dios, de Zaragoza y Tudela,  concedemos y donamos una tercera parte del diezmo de él a la iglesia y obispo antedichos.

Poco después del sínodo, Ramiro partió en campaña y resultó muerto en la batalla de Graus (3 de mayo de 1063).
La autenticidad del  acta del sínodo, la fuente principal del acontecimiento, ha sido cuestionada por Antonio Durán Gudiol, quién por extensión ha cuestionado la existencia del  propio sínodo. El acta está preservada en quince copias en los archivos de las catedrales de Jaca y Santa María de Huesca, muchos de ellos de alto valor artístico. Durán Gudiol argumenta que el "acta" es de hecho un documento posterior, posiblemente de 1145, que justifica una donación del rey y su hijo, Sancho, a la iglesia de Jaca.

## Asistentes
La siguiente es una lista de asistentes que confirmaron el acta:
- El rey Ramiro I de Aragón
- El arzobispo Austindo de Auch
- El Obispo Guillem Guifré de Urgell
- El Obispo Heraclius I de Tarbes
- El Obispo Stephen de Oloron
- El Obispo Gomesano de Calahorra
- El Obispo Juan II de Pamplona
- El Obispo Sancho de Huesca, cuya sede estaba siendo transferida a Jaca
- El Obispo Paterno de Zaragoza
- El Obispo Arnulfo I de Roda.
- El Abad Blasco de San Juan de la Peña
- El Abad Banzo de San Andrés de Fanlo
- El Abad Garuso de San Victorián de Huesca
- El Infante Sancho Ramírez, hijo legítimo del rey (infante) y heredero
- El Conde Sancho Ramírez, hijo ilegítimo del rey
- El Conde Sancho Galíndez
- Fortuño Sánchez
- Lope Garcés
- Algunos nutriti aule regie, jóvenes nobles criados en la corte real